# غربت
غربت (به انگلیسی: Homesickness) نامی است که برای نمود احساسی در مردم هنگام دور بودن از میهن یا خانه به کار می‌رود. غربت همان دلتنگی برای میهن یا خانه است یا دلتنگی برای چیزهایی که روزی به کسی وابستگی داشتند، ولی اکنون در دسترس او نیستند. لغتنامهٔ دهخدا غربت را دوری از وطن و خانمان معنی می‌کند و به عنوان شاهدی برای این واژه، این شعر را از سعدی می‌آورد:
| سر که به کشتن بِنَهی پیشِ دوست |  | بِه که به غربت بنهی در دیار |

احساس غربت در انسان زمانی رخ می‌دهد که به شهری دور سفر کرده و برای مدت طولانی از خانه، میهن و کاشانهٔ خود دور شده باشد. این احساس معمولاً هنگامی که محیط فرهنگی شهر مقصد با فرهنگ موطن شخص متفاوت باشد بسیار تشدید می‌شود. غربت در برخی مواقع با ترس و احساس درماندگی آمیخته می‌شود. از مثال‌هایی برای احساس غربت که تقریباً تمامی انسان‌ها تجربه کرده‌اند، روز اول مدرسه، مسافرت تفریحی گروهی بدون خانواده یا ورود به یک محیط کاری برای اولین بار را می‌توان نام برد. همچنین ورود به پادگان نیز برای سربازان این احساس را به وجود می‌آورد.
ذوالنون، سیاح بود؛ بر اطراف نیل می‌گشت. ذوالنون می‌گوید: روزی می‌رفتم، جوانی دیدم شور بود در وی.
گفتم: از کجایی ای غریب؟ گفت: آیا غریب بود کسی که با او مؤانست دارد؟
بانگ از من برآمد. بیفتادم و از هوش بشدم. چون به هوش آمدم مرا گفت: چه شدی؟ گفتم: دارو با درد موافق آمد.
وقتی انسان، خدا را دارد احساس تنهایی نمی‌کند.
سپهری، در صدای پای آب یگانگی خود را با هستی به تصویر کشیده: هرکجا هستم، باشم، آسمان مال من است.
پنجره، فکر، هوا، عشق، زمین مال من است. / چه اهمیت دارد گاه اگر می‌رویند قارچ‌های غربت؟